# Kuhfelde
Kuhfelde is een gemeente in de Duitse deelstaat Saksen-Anhalt, en maakt deel uit van de Landkreis Altmarkkreis Salzwedel.
Kuhfelde telt 1.089 inwoners.

## Indeling gemeente
De gemeente bestaat uit de volgende Ortsteile:
- Hohenlangenbeck
- Leetze
- Püggen
- Schieben
- Siedenlangenbeck
- Valfitz
- Vitzke
- Wöpel
- Wötz

Apenburg-Winterfeld ·
Arendsee (Altmark) ·
Beetzendorf ·
Dähre ·
Diesdorf ·
Gardelegen ·
Jübar ·
Kalbe (Milde) ·
Klötze ·
Kuhfelde ·
Rohrberg ·
Salzwedel ·
Wallstawe